# Alexandre Herculano, 25-25A
O Edifício na Rua Alexandre Herculano, 25-25A, conhecido também como Prédio Thomaz Quartin, Casa Antonio Thomaz Quartin ou Casa de António Tomás Quartim, é um edifício localizado na Rua Alexandre Herculano, 25 a 25 A, na freguesia de Santo António, Lisboa.

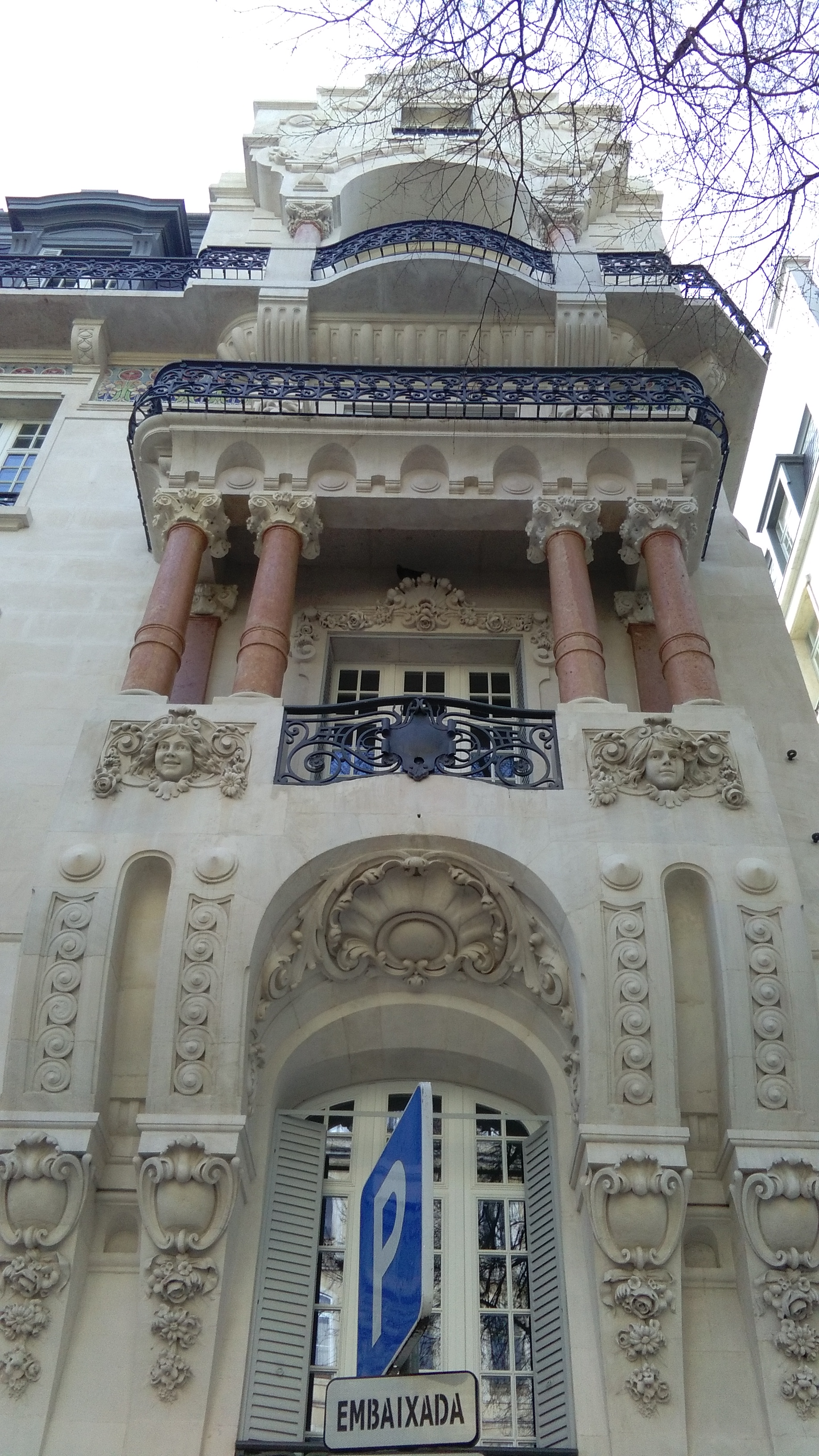
Pormenor do edifício, prémio Valmor em 1911

Propriedade de António Thomaz Quartin, Barão de Quartin, foi construído entre 1909 e 1911 com projecto do arquiteto Miguel Ventura Terra, tendo-lhe sido atribuído o prémio Valmor desse ano.